# Anabremia viciae
Anabremia viciae är en tvåvingeart som beskrevs av Jean-Jacques Kieffer 1913. Anabremia viciae ingår i släktet Anabremia och familjen gallmyggor. Inga underarter finns listade i Catalogue of Life.